# Consiglio del popolo
Il Consiglio del popolo (in arabo مجلس الشعب‎?, Majlis aš-šaʿb) era il parlamento unicamerale della Repubblica Araba Siriana durante l'era post-indipendenza e ba'athista. Aveva 250 membri, eletti per un mandato di 4 anni.
Durante l'era ba'athista le principali formazioni politiche presenti nella camera erano il Fronte Nazionale Progressista (un'alleanza dominata dal Partito Ba'th) e il Fronte Popolare per il Cambiamento e la Liberazione. Le elezioni dei consiglieri erano solo formalmente multipartitiche, ma de facto erano sempre vinte a larga maggioranza dal FNP.
Le ultime elezioni in tutto il territorio internazionalmente riconosciuto, prima dello scoppio della guerra civile, si tennero il 22 aprile 2007.
Il 13 aprile 2016 si tennero nuove consultazioni nei territori controllati dal governo, nonostante il boicottaggio delle opposizioni e al di fuori del processo di pace promosso dall'ONU: con un'affluenza del 57,56%, la coalizione guidata dal Partito Ba'th di Assad ottenne 200 seggi su 250. Il 6 giugno, fu eletta presidente del parlamento Hadiyeh al-Abbas, prima donna a ricoprire questo ruolo in Siria.
Le ultime elezioni nei territori fattualmente controllati dallo Stato si tennero invece il 15 luglio 2024.
In seguito alla caduta di Bashar al-Assad nel dicembre del 2024 e all'insediamento del nuovo Governo di transizione siriano, le attività del Partito Ba'th furono interrotte in data 11 dicembre, mentre il giorno successivo l'Assemblea viene sospesa integralmente per tre mesi. A gennaio 2025 il Parlamento viene dissolto definitivamente.